# Julius von Horst
Julius Joachim Ludwig svobodný pán von Horst (12. dubna 1829 Sibiu – 6. února 1904 Štýrský Hradec) byl rakousko-uherský generál a předlitavský politik, v období let 1871–1880 ministr zeměbrany Předlitavska.

## Biografie
Od roku 1844 sloužil v rakouské armádě, kde postupně dosáhl vysokých hodností. V roce 1865 působil jako ředitel jednoho z oddělení říšského ministerstva války. V roce 1866 publikoval pojednání o nové organizaci vojenské moci monarchie v souvislosti s Rakousko-uherským vyrovnáním a podílel se pak na budování předlitavských vojenských jednotek Landwehr.
26. listopadu 1871 se stal ministrem zeměbrany Předlitavska ve vládě Adolfa von Auersperga, zpočátku jen jako provizorní správce rezortu, od 21. dubna 1873 jako řádný ministr. Na této pozici setrval i v následující vládě Karla von Stremayra a vládě Eduarda Taaffeho a ministrem byl až do 26. června 1880.
V roce 1903 byl jmenován členem Panské sněmovny.